# Lemniscata

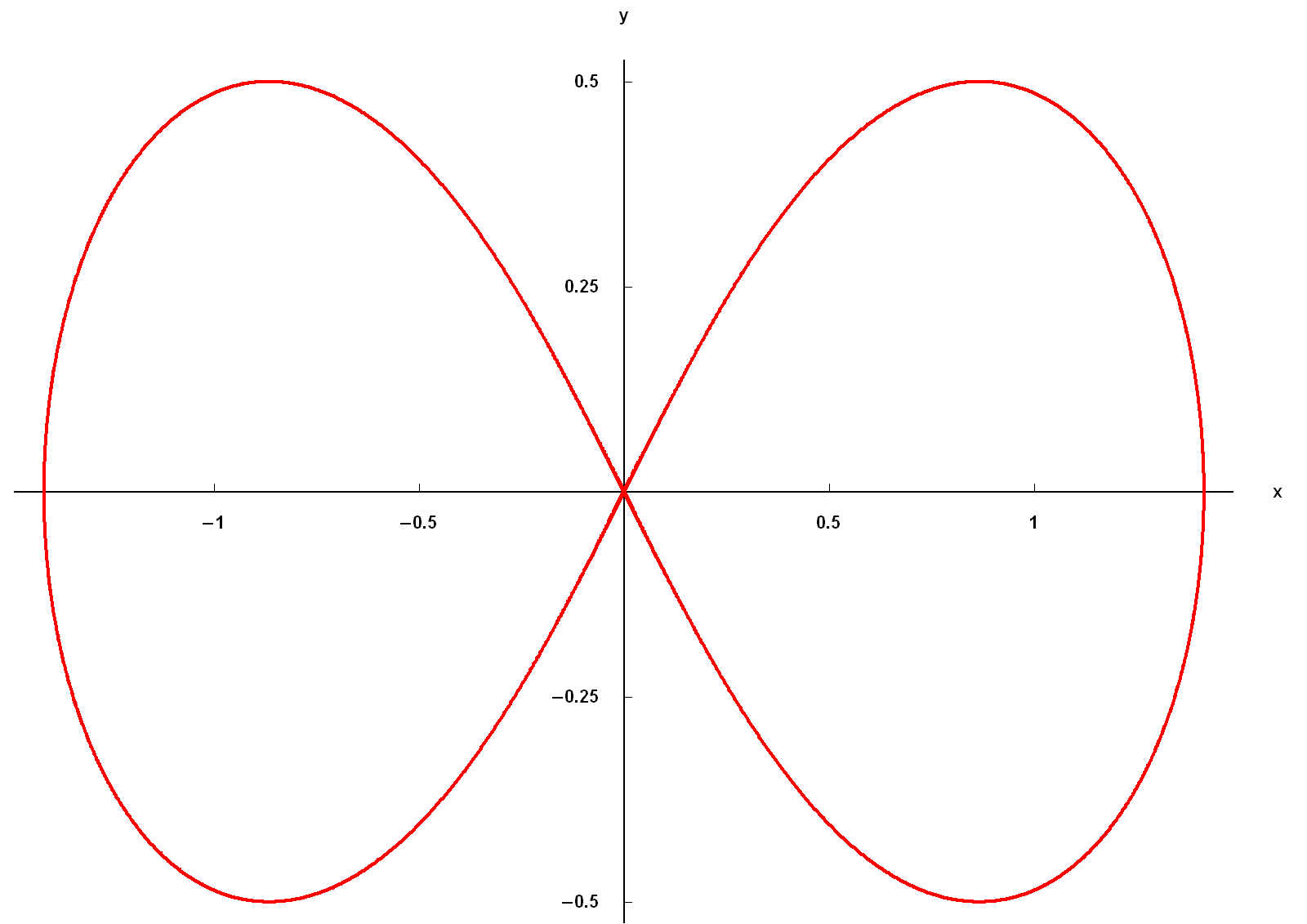
Una lemniscata

En matemàtiques, una lemniscata és un tipus de corba descrita per la següent equació en coordenades cartesianes: 
{\displaystyle (x^{2}+y^{2})^{2}=a^{2}(x^{2}-y^{2})\,}
La representació gràfica d'aquesta equació produeix una corba semblant a {\displaystyle \infty }. La corba ha esdevingut el símbol de l'infinit i és àmpliament utilitzada en matemàtiques. El símbol en si mateix és a vegades referenciat com la lemniscata. La seva representació en Unicode és ∞ i el seu codi és (&#8734;).
La lemniscata va ser descrita per primer cop el 1694 per Jakob Bernoulli com la modificació d'una el·lipse, que es defineix com el lloc geomètric del punts tals que la suma de les distàncies des de dos punts focals fixats és una constant. En contraposició, una lemniscata és el lloc geomètric dels punts tals que el producte d'aquestes distàncies és constant. Bernoulli l'anomenà lemniscus, que en Llatí significa 'cinta penjant'.
La lemniscata pot ser obtinguda com la transformada inversa d'una hipèrbola, amb el cercle inversor centrat al centre de la hipèrbola (punt mitjà del segment que uneix els dos focus).

## Altres equacions
La lemniscata pot també ser descrita en coordenades polars mitjançant la següent equació: 
{\displaystyle r^{2}=a^{2}\cos 2\phi \,}
Anàlogament amb coordenades bipolars: 
{\displaystyle rr'={\frac {a^{2}}{2}}\,}

## Paràmetre arc i funcions el·líptiques
La determinació del paràmetre arc de la lemniscata va portar a les integrals el·líptiques, que van ser descobertes el segle divuit. Al voltant del 1800, les funcions el·líptiques que intervenen en aquestes integrals van ser estudiades per Carl Friedrich Gauss (no publicades durant molt de temps, però en feia al·lusions en les notes de la seva obra Disquisitiones Arithmeticae). La base del reticle definit pels parells fonamentals de períodes (parells ordenats de nombres complexos) té una forma molt especial, proporcional als Enters de Gauss. Per aquesta raó el conjunt de funcions el·líptiques amb el producte complex per l'arrel quadrada de menys u s'anomena conjunt lemniscàtic.